# سرو (ارومیه)
سِرُو یکی از شهرهای استان آذربایجان غربی ایران است. این شهر در بخش صومای برادوست شهرستان ارومیه جای دارد. شهر سرو در سال ۱۳۷۹ هجری شمسی با تصویب دولت و با ادغام چهار روستای سرو، کورآباد، بهیک و نوجوان با یکدیگر تشکیل شد و به‌دلیل قرارگرفتن در نزدیکی کوه‌های بلند مرزی، دارای آب‌وهوای سردسیر و کوهستانی است. مراکز خرید پوشاک ترکیه‌ای باعث شده که روزانه مسافران زیادی از اقصی نقاط کشور برای خرید کالاهای مورد نیاز خود به این شهر مرزی مسافرت کنند.
شهر سرو در ۵۵ کیلومتری شمال غرب شهر ارومیه قرار گرفته است. سرو شهری مرزی است و حالتی گمرکی و ترانزیتی دارد و دارای بازارچه‌های متنوع برای خرید پوشاک، خوراکی ولوازم آرایشی و بهداشتی اصل ترکیه است.

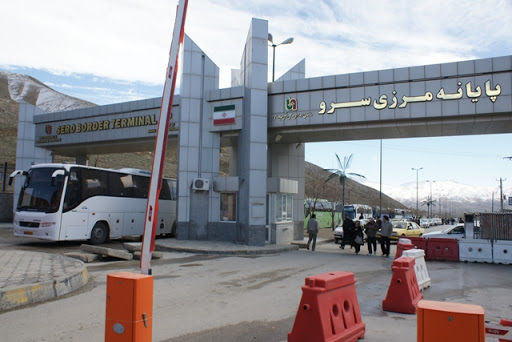
مرز ایران و ترکیه